# Bazylejski Komitet Nadzoru Bankowego
Bazylejski Komitet Nadzoru Bankowego (ang. Basel Committee on Banking Supervision) – instytucja utworzona pod koniec 1974 roku przy Banku Rozrachunków Międzynarodowych w Bazylei przez prezesów banków centralnych państw należących do Grupy Dziesięciu (G10). 
Opracowała zbiór zalecanych praktyk rynkowych w zakresie zarządzania ryzykiem finansowym w sektorze bankowym, bezpieczeństwa oraz poziomu kapitałów koniecznego do utrzymywania przez banki. Dokumenty wydawane przez komitet wprowadzane są nie tylko przez państwa będące jego członkami, lecz także przez państwa, w których funkcjonują banki międzynarodowe. Pierwsze opracowania w tym zakresie zostały opublikowane w 1988 roku i nazywane są Umową Kapitałową. Jej rozbudowana i uaktualniona wersja znana jest pod nazwą Basel II / Nowa Umowa Kapitałowa (NUK).
Członkami komitetu są prezesi banków centralnych z 27 państw: Argentyny, Australii, Belgii, Brazylii, Kanady, Chin, Francji, Niemiec, Hongkongu, Indii, Indonezji, Włoch, Japonii, Korei, Luksemburgu, Meksyku, Holandii, Rosji, Arabii Saudyjskiej, Singapuru, RPA, Hiszpanii, Szwecji, Szwajcarii, Turcji, Wielkiej Brytanii oraz Stanów Zjednoczonych.
Spotkania komitetu odbywają się regularnie cztery razy w roku, najczęściej w Banku Rozrachunków Międzynarodowych w Bazylei.